# مجلس شيوخ ميزوري
مجلس شيوخ ميزوري (بالإنجليزية: Missouri Senate)‏ هو مجلس شيوخ ولاية ميزوري الأمريكية، يقع المقر الرئيسي له في Missouri State Capitol ‏، وهو المجلس الأعلى في Missouri General Assembly ‏.

## طالع أيضًا
- Missouri General Assembly [الإنجليزية]‏